# Sakishima-Habu
Die Sakishima-Habu (Protobothrops elegans, japanisch 先島波布（サキシマハブ） Sakishima-Habu) ist eine Vipernart der Gattung Protobothrops, die auf den zu Japan gehörenden südlichen Ryūkyū-Inseln verbreitet ist. Der Artstatus gilt als phylogenetisch gesichert. Die Sakishima-Habu ist anpassungsfähig und ihre Population wird als stabil und nicht gefährdet eingestuft, einschließlich einer auf Okinawa eingeführten Population. Es ist nur ein Fall bekannt, bei dem ein Mensch durch den Biss einer Sakishima-Habu ums Leben kam.

## Merkmale und Lebensweise

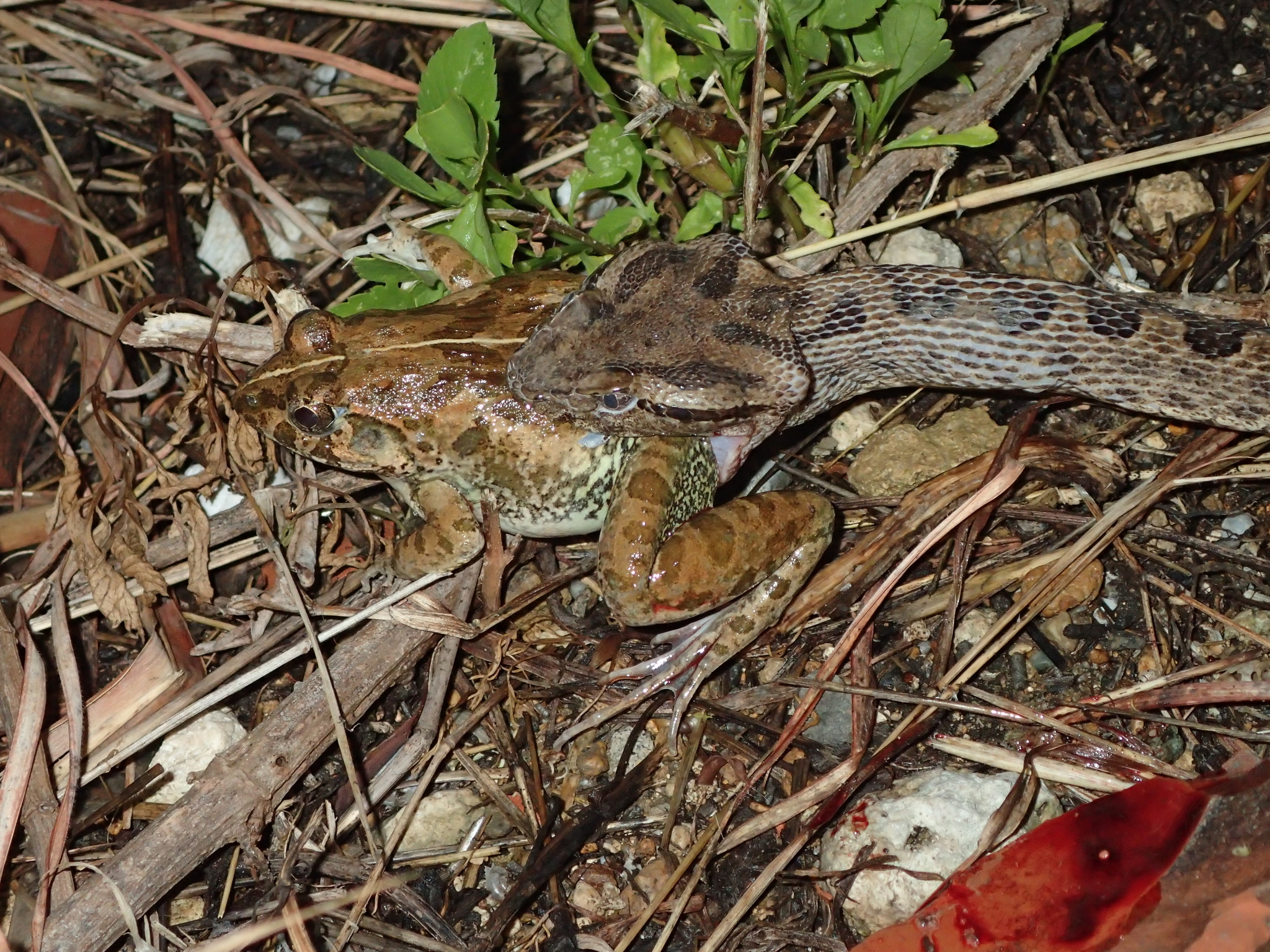
Sakishima-Habu mit Beute

Die Beschuppung ist ockerfarben mit einer dunklen Musterung in Form eines Zickzackbandes aus rautenförmigen Flecken. Am Kopf verläuft ein dunkles Band von den Augen zu den Mundwinkeln. Die Schuppenform und Musterung des Kopfes ähnelt der Habuschlange (Protobothrops flavoviridis). Die Sakishima-Habu weist jedoch zwei Schuppenreihen zwischen Infraoculare und Supralabialen auf. Die Schuppen sind hinter den Supraocularia gekielt. Auf der Körperoberseite sind die Schuppen in 23 bis 24 Reihen angeordnet. Die Sakishima-Habu hat 63–90 Subcaudalia und 7–9 Supralabialia (Oberlippenschilde). Bei den Männchen finden sich 179–192 und bei den Weibchen 182–196 Ventralia (Bauchschuppen). Die Sakishima-Habu ist mit einer Gesamtlänge von 60 bis 120 Zentimetern etwas kleiner als die Habuschlange.
Die Sakishima-Habu klettert nur selten auf Bäume. Sie ist hauptsächlich nachtaktiv. Zu ihrer Beute gehören kleine Säugetiere, Reptilien und Amphibien wie die Art Fejervarya sakishimensis. Die kleinen Beutetiere sind etwa eine Minute nach dem Biss gelähmt. Die Weibchen legen im Sommer etwa 5 bis 13 Eier.

## Schlangenbisse
Die Sakishima-Habu ist als Viper eine giftige Schlangenart. Seit 1964 wird in der Präfektur Okinawa eine Statistik zu Schlangenbissen geführt, die das gesamte Verbreitungsgebiet der Art abdeckt. Zwischen 1965 und 2019 wurden dabei 2618 Schlangenbisse der Sakishima-Habu verzeichnet, davon wurden die meisten Schlangenbisse in Ishigaki registriert, gefolgt von Taketomi und Okinawa Hontō. Von der eng verwandten Habuschlange wurden dagegen zwischen 1964 und 2019 insgesamt 9176 Bewohner gebissen und 418 von der Okinawa-Habuschlange. Insgesamt ist die Zahl der Schlangenbisse seit den 1960ern stark zurückgegangen.
Die Sakishima-Habu ist weniger giftig als die Habuschlange und oft wird beim Biss kein Gift injiziert. Seit 1965 verlief nur ein Biss im Jahr 1979 tödlich. Im Vergleich dazu starben 53 Menschen an Habuschlangenbissen, jedoch liegt der letzte Fall hier zurück im Jahr 1999. Für weitere Schlangenarten wurden insgesamt 34 Schlangenbisse und keine Todesfälle registriert. Die meisten Menschen wurden bei Feldarbeiten oder auf ihren Grundstücken gebissen.

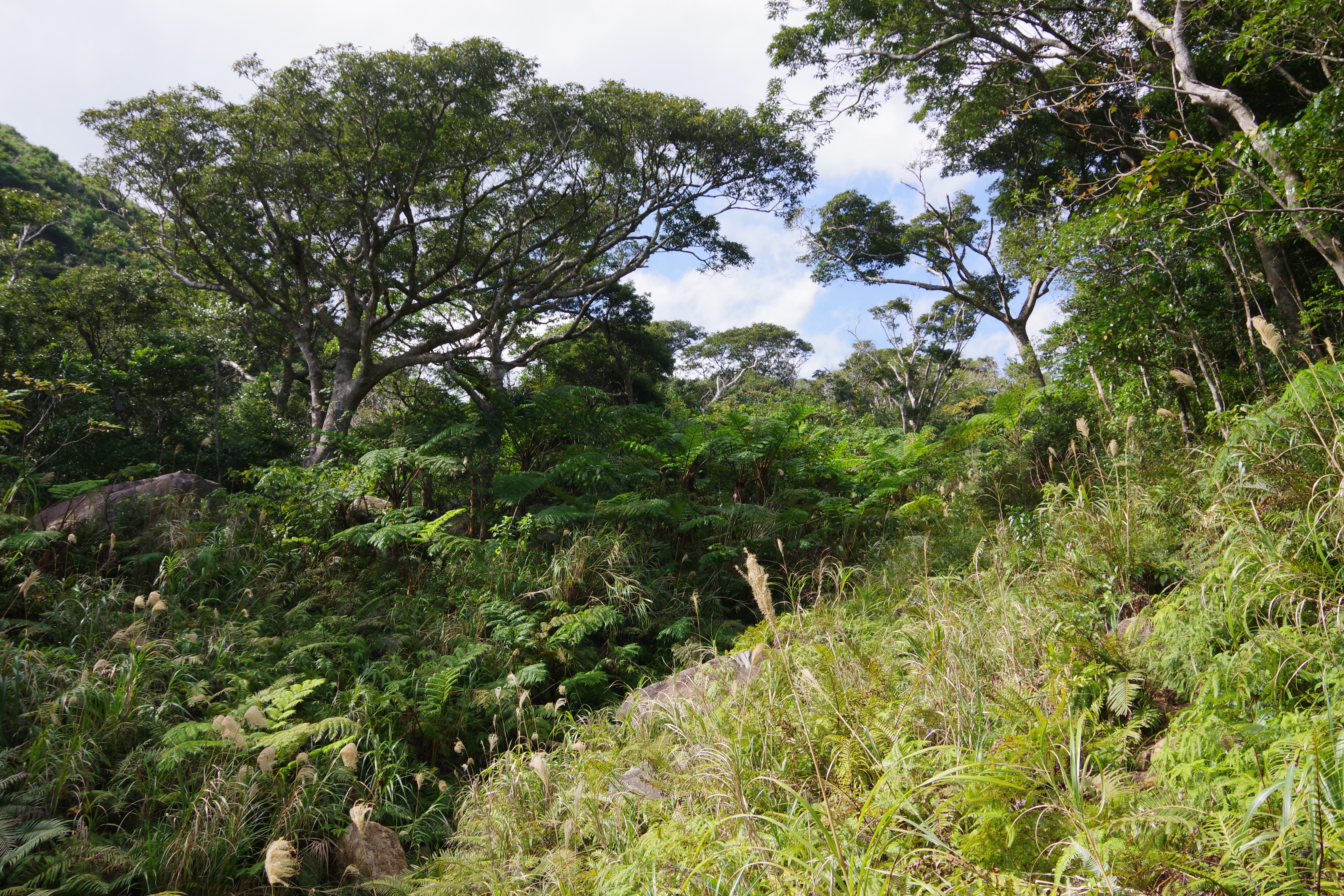
Habitat-Beispiel auf der Insel Ishigaki

## Verbreitungsgebiet und Gefährdung
Die Sakishima-Habu ist auf einigen der japanischen Ryūkyū-Inseln verbreitet.
Sie ist auf den Yaeyama-Inseln (Ishigaki, Iriomote, Sotobanari, Uchibanari, Kohama, Taketomi, Kuroshima, Kayama) endemisch mit Ausnahme der abgelegeneren Inseln Yonaguni und Hateruma. Sie wurde zudem in einigen Teilen von Okinawa Hontō eingeführt. Es ist auch ein Einzelfall von 2013 bekannt, bei dem ein Exemplar auf Miyako-jima gefunden wurde. Dabei handelte es sich um ein 44 cm großes, etwa 1,5 Jahre altes Männchen.
Zum Lebensraum der Sakishima-Habu zählen Wälder und Wiesen. Die Vipern können zudem in der Nähe von Wasserläufen, Reisfeldern und Dörfern gefunden werden. Am häufigsten sind sie nachts an Bergstraßen anzutreffen.
Zur Populationsgröße der Sakishima-Habu gibt es keine Angaben, jedoch ist sie in ihrem Verbreitungsgebiet eine häufige Art, die sich an unterschiedliche auch von Menschen bewohnte Lebensräume anpassen kann. Zudem sind keine besonderen Bedrohungen bekannt. Die IUCN stuft die Sakishima-Habu daher als nicht gefährdet („Least Concern“) ein.

## Systematik

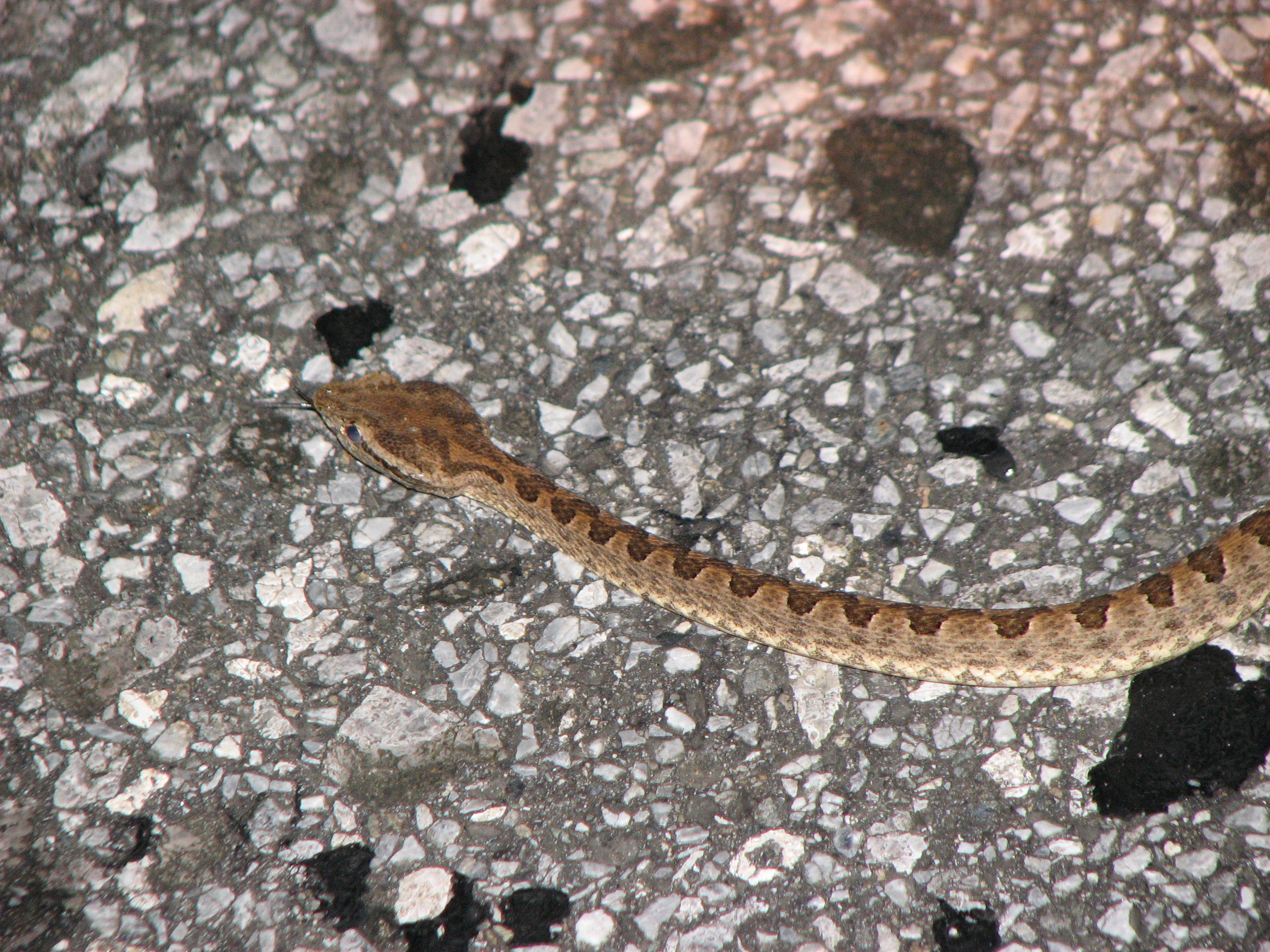
Kopf einer Sakishima-Habu

Die Art wurde 1849 von dem britischen Zoologen John Gray als Craspedocephalus elegans erstbeschrieben. Es werden keine Unterarten unterschieden. Das Artepitheton elegans bedeutet „elegant“. Der Trivialname der Sakishima-Habu leitet sich von den Sakishima-Inseln ab, die aus den Yaeyama-Inseln, auf denen die Art ihr natürliches Verbreitungsgebiet hat, und den Miyako-Inseln bestehen.

### Synonyme
Zu den in der Literatur verwendeten Synonymen zählen zeitlich sortiert:
- Craspedocephalus elegans Gray 1849[13]
- Trimeresurus luteus Boettger 1895[1]
- Lachesis luteus Boulenger 1896[14]
- Lachesis lutea Boettger 1898[15]
- Lachesis mucrosquamatus Wall 1906[16]
- Trimeresurus elegans Stejneger 1907[17]
- Protobothrops elegans Kraus et al. 1996[18]

### Äußere Systematik

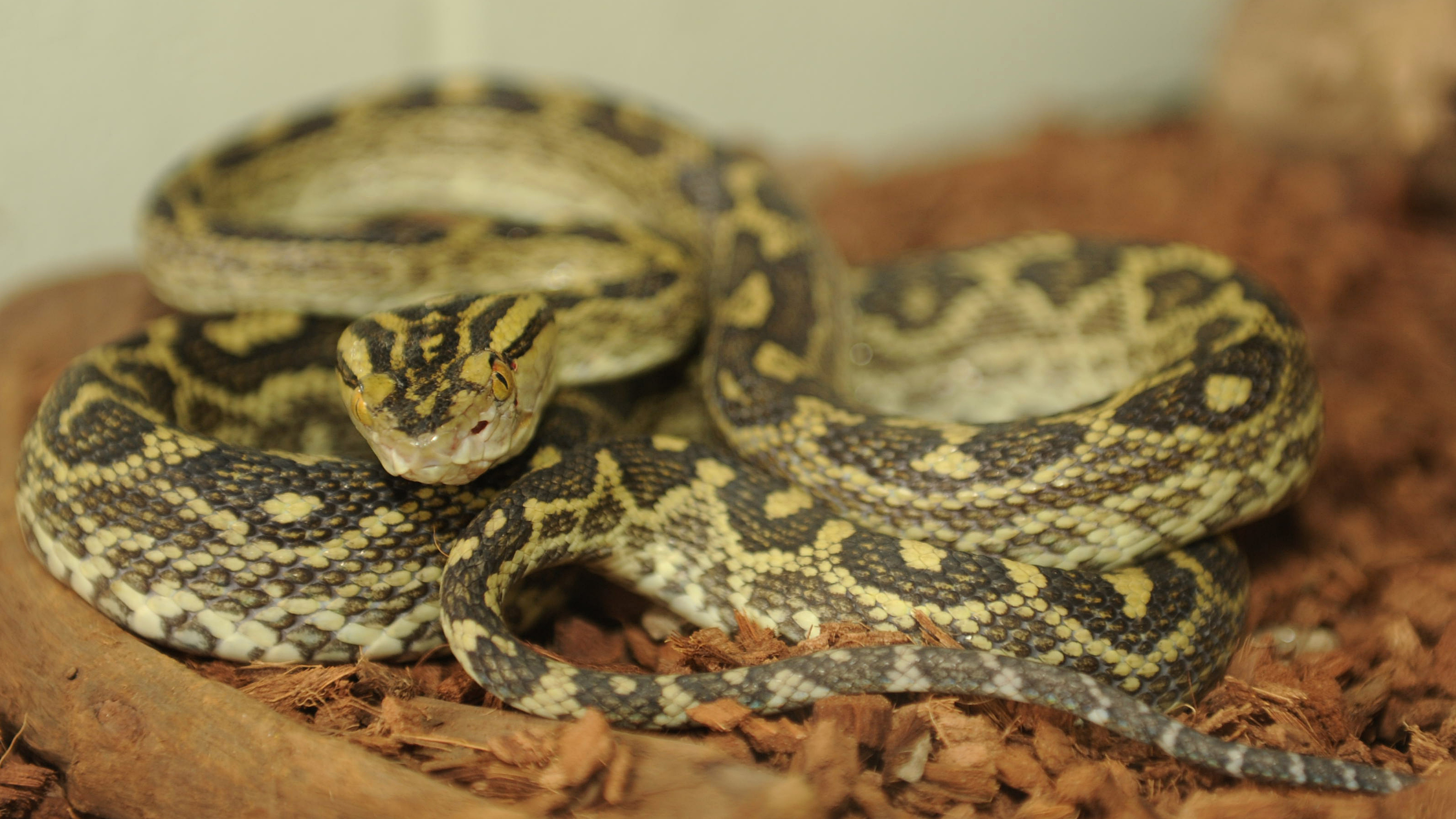
Die mit der Sakishima-Habu verwandte und sympatrische Habuschlange (P. flavoviridis)

Die nächsten Verwandten der Sakishima-Habu sind die Habuschlange (P. flavoviridis) und die Tokara-Habu (P. tokarensis). Beide sind ebenfalls auf den Ryūkyū-Inseln verbreitet. Die Habuschlange ist auf den Okinawa- und den nördlich davon gelegenen Amami-Inseln endemisch, während die Tokara-Habu nur auf zwei der namensgebenden, noch etwas nördlicher gelegenen Tokara-Inseln verbreitet ist (Takara-jima und Kotakara-jima). Somit ergibt sich nur auf Okinawa Hontō ein Überschneidungsgebiet der Sakishima-Habu mit der Habuschlange. Dort wird von Hybriden beider Arten berichtet.
Shibata et al. untersuchten 2016 die Arten der Gattung Protobothrops phylogenetisch und gruppierten dabei die drei japanischen Arten wie folgt:
| Amami-Klade   | \| \| P. tokarensis \| \| \| \| \| \| P. flavoviridis (1) \| \| \| \| |
|               | \| \| P. tokarensis \| \| \| \| \| \| P. flavoviridis (1) \| \| \| \| |
| Okinawa-Klade | P. flavoviridis (2)                                                   |
|               | P. flavoviridis (2)                                                   |
|               | P. tokarensis                                                         |
|               |                                                                       |
|               | P. flavoviridis (1)                                                   |
|               |                                                                       |

|  | P. tokarensis       |
|  |                     |
|  | P. flavoviridis (1) |
|  |                     |

| Amami-Klade   | \| \| P. tokarensis \| \| \| \| \| \| P. flavoviridis (1) \| \| \| \| |
|               | \| \| P. tokarensis \| \| \| \| \| \| P. flavoviridis (1) \| \| \| \| |
| Okinawa-Klade | P. flavoviridis (2)                                                   |
|               | P. flavoviridis (2)                                                   |
|               | P. tokarensis                                                         |
|               |                                                                       |
|               | P. flavoviridis (1)                                                   |
|               |                                                                       |

|  | P. tokarensis       |
|  |                     |
|  | P. flavoviridis (1) |
|  |                     |

Die Gruppierung der auf den Amami-Inseln gefundenen Exemplare der Art P. flavoviridis mit der Art P. tokarensis aus den Tokara-Inseln deutet darauf, dass P. flavoviridis paraphyletisch ist, wohingegen der Artstatus von P. elegans bestätigt werden konnte.